# Rodrigo Campos
Rodrigo Alexander Campos Sandoval (Maracay, Venezuela, 19 de octubre de 1987) es un político venezolano, miembro del partido Primero Justicia en el estado Aragua. Fue legislador del Consejo Legislativo del Estado Aragua durante el periodo 2012-2018.
Es el actual candidato a la Gobernación de Aragua para las Elecciones regionales de 2025 por Un Nuevo Tiempo y la tarjeta de Unión y Cambio (UNICA).

## Biografía
Nació en la ciudad de  Maracay. Realiza estudios primarios en el colegio Trino Celis Ríos. Sus estudios básicos los cursa en la Escuela Técnica Privada Maracay, se gradúa de bachiller Ingresa a la Universidad Bicentenaria de Aragua, donde se encuentra cursando la carrera de Derecho.[cita requerida]

## Carrera política
En 2005 ingresa a Primero Justicia, donde en poco tiempo se convierte en miembro destacado del partido en el estado Aragua. Dentro de la organización ocupa el cargo de secretario de Organización del Municipio Girardot con solo 17 años, luego se convierte en secretario de Organización Regional Adjunto durante 2007 y, posteriormente, en 2008, es nombrado Secretario Juvenil del estado Aragua, cargo en el cual es reelecto en febrero de 2010, con respaldo de las bases del partido. También es electo miembro de la Junta de Dirección Nacional Juvenil de Primero Justicia en dos oportunidades 2010 y 2012.[cita requerida]
En las elecciones regionales de 2008 fue Jefe de Campaña de Richard Mardo Candidato a la alcaldía del municipio Girardot del estado Aragua.[cita requerida]
En las elecciones internas de Primero Justicia en 2014 es electo secretario político de la dirección regional de la organización en Aragua y designado secretario de justicia en la calle, posteriormente en 2018 es designado Coordinador General Adjunto del partido.[cita requerida]

### Candidatura a gobernador de Aragua de 2012
En las elecciones regionales de 2012 es acomodado como Candidato de la Unidad a Legislador Suplente por el Circuito 1 del municipio Girardot del estado Aragua donde la alianza opositora consigue una amplia ventaja frente al oficialismo.[cita requerida]

### Candidatura a concejal de 2013
En las elecciones Municipales de 2013 es Candidato de la Unidad a Concejal por el Circuito 1 del municipio Girardot del estado Aragua, perdiendo por estrecho margen frente el Candidato del Oficialismo.[cita requerida]
En las elecciones convocadas por la Asamblea Nacional Constituyente para el 20 de mayo de 2018 se niega a participar a la reelección como miembro del consejo legislativo del estado Aragua, por no reconocer la legitimidad del ese órgano declinado así su participación en ese proceso.[cita requerida]

### Legislador del Consejo Legislativo de Aragua
Como Diputado Regional presentó presuntas pruebas de corrupción contra exgobernador del Estado Rafel Isea y otros funcionarios por el daño patrimonial causado en la remodelación del Teatro de la Opera de Maracay, así como denuncias importantes por obras como el estadio iberoamericano.
En materia ambiental solicitó la interrelación ante el parlamento regional a los directivos de hidrocentro empresa estatal encargada del servicio de distribución de agua potable de suministrar agua contaminada en los municipios del centro del estado.
El 25 de abril de 2015 solicitó antejuicio de mérito para el gobernador del estado Aragua Tareck El Aissami y para los diputados Juan Carlos Luna, Sumiré Ferrara, Rafael Figarella, Marisela Pinto, Kenia Pereira, y Carlos Ojeda Por la presunta comisión de los delitos de encubrimiento, obstrucción a la justicia, abuso de funciones y tráfico de influencias por encubrir casos de corrupción del exgobernador Rafael Isea.
El 29 de junio de 2016 la Asamblea Nacional aprobó en la Subcomisión °1 la interpelación del gobernador del estado Aragua Tareck El Aissami, sin asistencia de los diputados de la Bancada del Gran Polo Patriótico (GPP), luego de la denuncia presenta por Rodrigo Campos, quien explicó que han detectado más de 11 instituciones públicas que descuentan la cuota de las prestaciones sociales de sus empleados, reflejado así en el recibo, pero cuando estos revisan su cotización y la del patrono, aparecen morosos.

#### Espionaje
El 25 de julio de 2016 presentó un audio donde se escucha la voz del gobernador del estado Aragua Tareck El Aissami ordenando espiar a diputados regionales, incluyendo a Campos.

## Causas penales

### Demanda de la diputada Kenia Pereira
El 26 de abril de 2015 la fracción del PSUV en el Consejo Legislativo en el discurso de la diputada Kenia Pereira que introdujo una demanda civil y penal ante el Ministerio Público del estado Aragua en contra del legislador Rodrigo Campos por difamación, injuria y simulación de hecho punible.